# Georg Klotz (Attentäter)

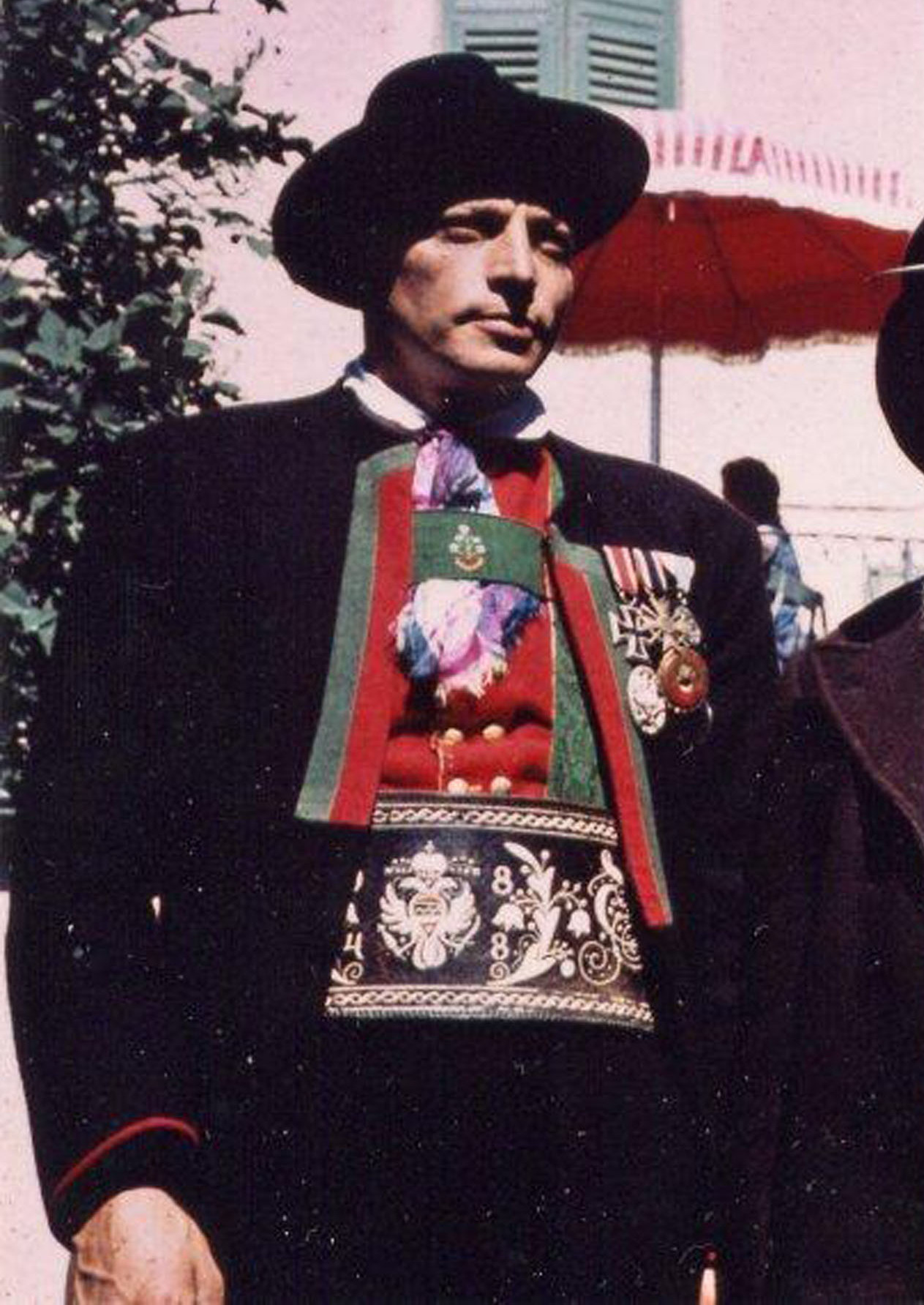
Georg Klotz, 1958

Georg „Jörg“ Klotz (* 11. September 1919 im Südtiroler Bergdorf Walten der Gemeinde St. Leonhard in Passeier; † 24. Jänner 1976 in Telfes im Stubai) war in den 1960er Jahren ein führendes Mitglied des Befreiungsausschusses Südtirol (BAS).

## Leben
Georg Klotz war das jüngste von acht Kindern des Schmieds Anton Klotz und seiner Frau Rosa. Er war gelernter Schmied und Köhler und besaß ein Sägewerk. Im April 1950 heiratete er die Lehrerin Rosa Pöll, mit der er im Waltener Schmiedhaus lebte und sechs Kinder hatte.
Als Jugendlicher erlebte er die Italianisierungsversuche des faschistischen Italien in Südtirol (s. Geschichte Südtirols). Im Zweiten Weltkrieg diente Klotz als Unteroffizier bei den Gebirgspionieren der Wehrmacht in Norwegen, am Eismeer und in der Nähe von Stalingrad. Für seine Tapferkeit wurde er mit dem Eisernen Kreuz erster und zweiter Klasse ausgezeichnet. Nach der Rückkehr aus Krieg und amerikanischer Kriegsgefangenschaft widmete er sich zunächst dem Wiederaufbau des Südtiroler Schützenwesens. Als Italien nach dem Krieg den Südtirolern das Selbstbestimmungsrecht verweigerte und die Umsetzung der im Pariser Vertrags vorgesehenen Autonomie Südtirols immer wieder hinauszögerte, schloss Klotz sich Sepp Kerschbaumers Befreiungsausschuss Südtirol (BAS) an. Bald kam es zu Meinungsverschiedenheiten innerhalb des BAS über Zeitpunkt und Art der Aktionen. Der radikalere Teil um Klotz strebte einen Guerillakrieg ähnlich dem Algerienkrieg an, während für den gemäßigteren Teil um den Gründer Sepp Kerschbaumer die Schonung von Menschenleben an oberster Stelle stand. Schlussendlich setzte sich Kerschbaumer durch. Dagegen war Klotz ein expliziter Befürworter des „bewaffneten Aufstandes“, des „Partisanenkampfes“ und der Forderung nach der „Vertreibung der Italiener“.
Nach Angaben des BAS-Mitglieds Rigolf Hennig hatte Klotz den bundesdeutschen Unterstützern des BAS versichert, nach dem Sieg über die Italiener auch einen Guerillakrieg in der DDR zur „Vertreibung der Russen“ zu beginnen.

### Feuernacht
Klotz war als BAS-Kommandeur von Passeier Mitwisser der Feuernacht und entzog sich der drohenden Verhaftung durch Flucht nach Österreich. Bei den Mailänder Anti-Terror Prozessen wurde Klotz dreimal in Abwesenheit verurteilt:
- 1. Mailänder Prozess 1965: 18 Jahre und 2 Monate, wegen der Mitgliedschaft im BAS, sowie der Mitorganisation der Feuernacht.
- 2. Mailänder Prozess 1966: 4 Jahre und 4 Monate, wegen mehrerer Attentate in Passeier.
- 3. Mailänder Prozess 1969: 23 Jahre wegen mehrfachen versuchten Mordes. Die zusätzliche Anklage wegen des Anschlags auf der Steinalm am 9. September 1967 mit drei Toten und vier Verletzten wurde vom Gericht aus Mangel an Beweisen fallen gelassen.

Bei einem weiteren Prozess in Bozen wird Klotz als Organisator eines Attentats im Juni 1968 mit dem Ziel, einen Zug der Brennerbahn zum Entgleisen zu bringen, in Abwesenheit zu 6 Jahren 7 Monaten und 10 Tagen Gefängnis verurteilt.
Insgesamt wurde Georg Klotz zu 52 Jahren 1 Monat und 10 Tagen Gefängnis
verurteilt.

### Exil
Klotz lebte seit der Feuernacht im österreichischen Exil und versuchte, mit wenigen Helfern weiterhin einen Guerillakrieg gegen den italienischen Staat zu organisieren. Zu diesem Zweck kamen im März 1964 zwei Ausbilder der rechtsextremen französischen OAS nach Innsbruck, um Klotz und seine Leute zu trainieren.
In der Nacht vom 6. auf den 7. September 1964 wurde ein Mordanschlag auf Georg Klotz und seinen Begleiter Luis Amplatz verübt. Klotz und Amplatz befanden sich zum Zeitpunkt des Anschlags in Südtirol und wollten die Nacht auf einer Heuhütte in Saltaus in Passeier verbringen. Der Täter war ein, wohl vom italienischen militärischen Geheimdienst SISMI, angeworbener Österreicher namens Christian Kerbler, welcher Amplatz im Schlaf erschoss und Klotz mit zwei Kugeln traf. Jenem gelang es jedoch, mit einer Kugel in der Brust und einer Wunde im Gesicht in einer dramatischen 42-stündigen Flucht zu Fuß über die Berge zurück nach Österreich zu entkommen.
Der Mörder Christian Kerbler wurde am 7. Mai 1969 von einem italienischen Geschworenengericht in Perugia wegen Mordes und Mordversuchs zu 20 Jahren Kerker verurteilt, aber bis heute nicht gefasst. In Österreich wird Klotz verhaftet, im Krankenhaus Wörgl behandelt und im Alter von 48 Jahren am 14. Oktober 1968 von einem Wiener Schöffengericht zu 15 Monaten schweren verschärften Kerkers wegen Vorbereitung von Sprengstoffanschlägen in Südtirol verurteilt. Das Gericht verwirft den Einwand der Verteidigung, dass Terroranschläge in Südtirol als politische und nicht als kriminelle Vergehen anzusehen seien.
Zu diesem Zeitpunkt war der Südtiroler Terrorismus bereits ein Tummelplatz rechtsradikaler, pangermanischer und vor allem neonazistischer Kreise aus Deutschland und Österreich. Da jene Klotz die von ihm angestrebte Führungsposition verweigerten, zog er sich als Holzfäller und Köhler ins österreichische Ruetztal zurück. Mit der hergestellten Holzkohle belieferte er die Glockengießerei Grassmayr in Innsbruck. Bei der Holzarbeit und dem gefährlichen Flößen auf dem Ruetzbach halfen ihm im Sommer seine beiden Söhne. Er lebte in einer einfachen Holzhütte im Gemeindegebiet von Telfes im Stubai bis zu seinem Tod im Jahre 1976.
An seinem letzten Wohnort errichteten Freunde ein Klotz-Kreuz mit Gedenkbuch zum Eintrag für jedermann. Georg Klotz wird heute noch vor allem von patriotischen Tirolern als Freiheitskämpfer verehrt. 2005 wurde unter Mitwirkung ebensolcher Kreise die Hütte, in der Klotz zuletzt gelebt hatte, neu errichtet. Sie soll in Zukunft als Klotzmuseum für den „Südtiroler Freiheitskampf“ dienen.

## Wissenswertes
Das älteste der sechs Kinder von Georg Klotz, die Oberschullehrerin Eva Klotz, geboren 1951, war seit 1983 bis zu ihrem Ausscheiden am 2. Dezember 2014 Abgeordnete im Südtiroler Landtag, seit 2007 für die Süd-Tiroler Freiheit.
Seine Enkelin Gudrun Kofler wurde im Oktober 2022 Abgeordnete zum Tiroler Landtag.